# On and On (Jack Johnson)
On and On (2003) är det andra albumet från musikern Jack Johnson. I albumet står Johnson för sång och gitarr. Adam Topol spelar trummor och slagverk medan Merlo Podlewski spelar bas. Albumet spelades in i The Mango Tree studios i Hawaii.

## Låtlista
Alla sånger av Jack Johnson.
1. "Times Like These" – 2:22
2. "The Horizon Has Been Defeated" – 2:33
3. "Traffic in the Sky" – 2:50
4. "Taylor" – 3:59
5. "Gone" – 2:10
6. "Cupid" – 1:05
7. "Wasting Time" (Johnson, Adam Topol, Merlo Podlewski) – 3:50
8. "Holes to Heaven" – 2:54
9. "Dreams Be Dreams" – 2:12
10. "Tomorrow Morning" – 2:50
11. "Fall Line" – 1:35
12. "Cookie Jar" – 2:57
13. "Rodeo Clowns" – 2:38
14. "Cocoon" – 4:10
15. "Mediocre Bad Guys" – 3:00
16. "Symbol in My Driveway" – 2:50

## Topplistor

### Album
| År   | Lista                   | Position |
| ---- | ----------------------- | -------- |
| 2003 | Top Internet Albums     | 3        |
| 2004 | The Billboard 200       | 3        |
| 2006 | European Top 100 Albums |          |